# Vilhelm Melbye
Knud Frederik Vilhelm Hannibal Melbye (født 14. maj 1824 i Helsingør, død 6. oktober 1882 i Roskilde) var en dansk maler. Han var bror til brødreparret Fritz og Anton Melbye.
|  |  |  | Efter at have været i handelslære og tilbragt et år i London kom han tilbage til København, hvor han blev elev af sin bror, Anton Melbye, for at uddanne sig til sømaler. Han besøgte Kunstakademiets skoler i 1844-45, men gik dem ikke igennem; samtidig tegnede han perspektiv hos Carl Dahl. Imidlertid kom han så vidt, at han kunne udstille nogle billeder i 1847, hvoraf det ene, En Lodsbaad i uroligt Vejr, blev købt til Den Kongelige Malerisamling. Han fandt ligesom broren en beskytter i Christian 8., der gav ham fri rejse med korvetten Valkyrjen til Island. |

Melbye udstillede nu billeder derfra, medens han under krigsårene 1848-50 malede nogle emner fra søkrigen som Heklas Affære med Von der Tann og lignende. Da han længtes efter at komme udenlands, solgte han ved auktion nogle billeder og studier og rejste over Düsseldorf til Paris, hvor han gjorde bekendtskab med marinemaleren Théodore Gudin (en) og forblev dér et års tid. 1851 rejste han til London, så at sige blottet for midler, men det lykkedes ham hurtigt at sælge nogle billeder, senere ved en anbefaling fra en dansk ven i Paris at blive kendt i de bedre kredse, og han levede nu tre år i frugtbar virksomhed, havde mange bestillinger og udstillede på de londonske udstillinger.
Opholdet var dog afbrudt ved en rejse til Spanien, Portugal og Marokko, på hvilken han første gang så sydens natur. I 1854 rejste han til Danmark, ægtede 18. november samme år Nanny Hedvig Christiane Matthison-Hansen (født 1830), datter af domorganist, komponist og maleren Hans Matthison-Hansen. Med sin hustru vendte han tilbage til England, hvor hans farverige billeder havde skaffet ham et betydeligt navn, og hvor han uden vanskelighed kunne sælge sine billeder. 
|  |  |  | Derpå var han atter et års tid i Danmark, hvor hans Fingals Hule, optrækkende Uvejr, der købtes af Frederik 7., vakte megen opsigt (udstillet 1856), men også lod delte meninger om kunstnerens fremstillingsmåde komme til orde. |

Efter forskellige rejser, dels til England, dels til Italien og endelig til Norge og Sverige, rejste han i 1862 til Danmark for at bosætte sig der. Han boede nogle år i Roskilde, senere i København, blev 1871 medlem af Kunstakademiet her og fik 1880 titel af professor. Efter en håbløs sygdom afgik han ved døden 6. oktober 1882.
|  |  |  | Melbye står måske i beåndelse noget tilbage for sin ældre bror, men kom efterhånden til at overgå ham i naturstudium så vel af luft og sø som også af sømalerens aktører, skibene. Dog frigjorde han sig aldrig ganske for en vis konventionel farvegivning, der var virkningsfuld og slående nok, men savnede det ædruelige virkelighedspræg, som danske beskuere skatte så højt. Blandt sådanne virkningsfulde billeder, hvis fyldige, rige stemning alligevel efterlod nogen tvivl i beskuerens sjæl, kan nævnes Reden ved Alicante, Aftenbelysning. – Udsigt over Kjøbenhavns Red er gengivet i litograferet farvetryk. |

## Billeder
| - Andre værker af Vilhelm Melbye - Dampskib i høj sø, 1847 - En lodsbåd ved et fyrskib, 1848 - Udsigt over Skagen, 1848 - Parti ved Reykjanes på sydvestkysten af Island, 1848 - Sejlskibe ud for klippekyst, 1849 - Store sten i strandkanten ved Ålsgårde, 1849 - Skibe på oprørt hav, 1850 - Klippekyst, 1850 - Stormfuld eftermiddag i Skagerak. En dansk jagt og forskellige skibe passerer Skagen, 1850 |